# Hyperlopha amicta
Hyperlopha amicta är en fjärilsart som beskrevs av Turner 1903. Hyperlopha amicta ingår i släktet Hyperlopha och familjen nattflyn. Inga underarter finns listade i Catalogue of Life.